# رکوای (پرو)
رکوای (به اسپانیایی: Recuay) یک منطقهٔ مسکونی در پرو است که در استان رکوای واقع شده‌است. رکوای ۳٬۴۲۲ متر بالاتر از سطح دریا واقع شده‌است.